# Bec de dalla amazònic
El  bec de dalla amazònic (Campylorhamphus procurvoides) és una espècie d'ocell de la família dels furnàrids (Furnariidae) que habita la selva humida de les terres baixes de l'est de Colòmbia, sud de Veneçuela, Guaiana, nord del Perú i oest del Brasil.

## Taxonomia
Alguns autors han considerat que en realitat es tracta de tres espècie diferents:
- Campylorhamphus procurvoides (sensu stricto) - bec de dalla amazònic.[2] De l'Amazònia nord-occidental, occidental i nord-oriental.
- Campylorhamphus multostriatus (Snethlage, E, 1907) - bec de dalla del Xingu.[3] De l'Amazònia sudoriental.
- Campylorhamphus probatus Zimmer, JT, 1934 - bec de dalla del Tapajós.[4] De l'Amazònia sudoccidental i del sud de l'Amazònia Central.